# АЕС Зіон

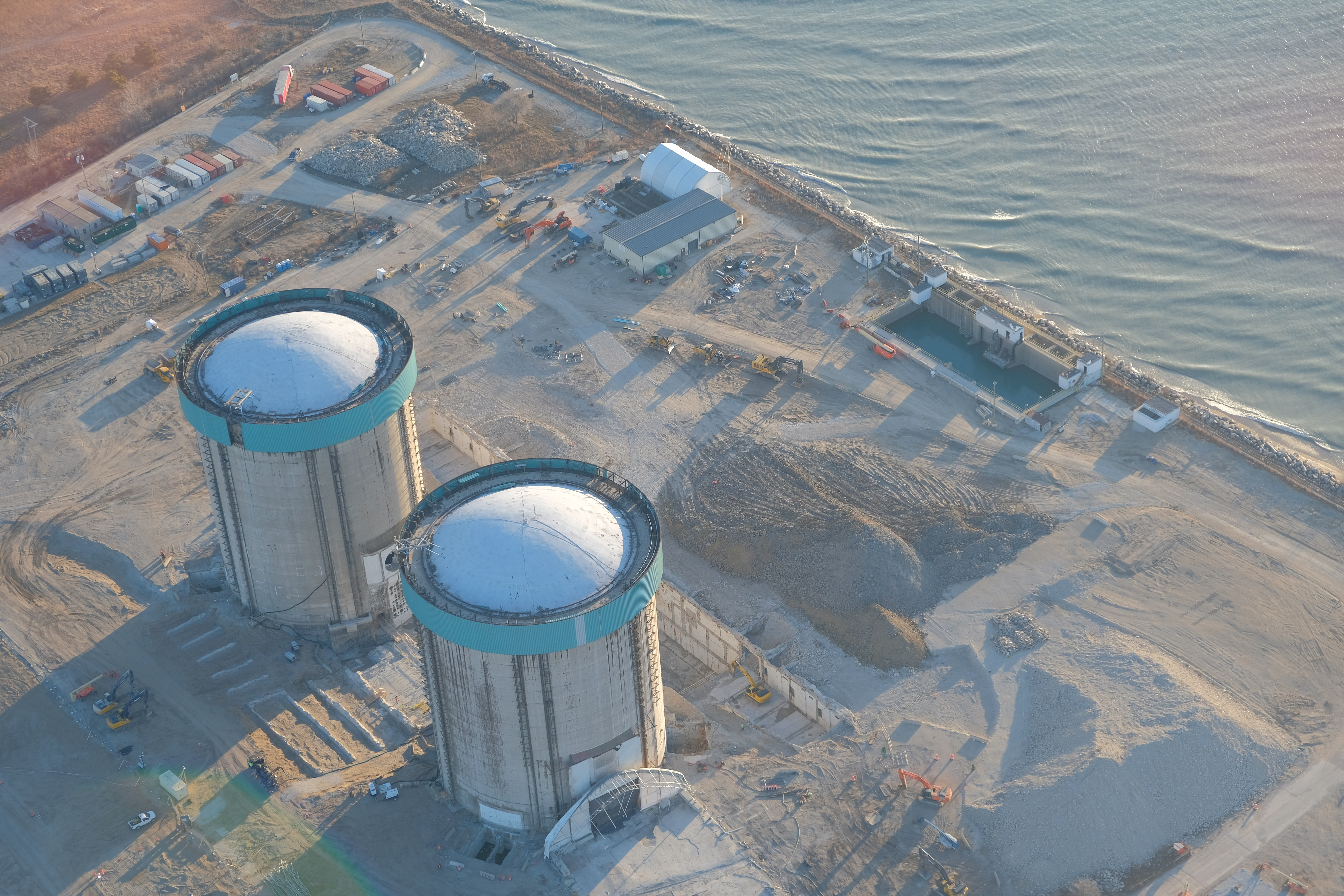
Дві реакторні будівлі атомної електростанції Зіон височіють на фоні території навколо станції, яку виводять з експлуатації. Ця фотографія була зроблена з висоти приблизно 800—1000 футів над рівнем землі через вікно з боку пасажира Cessna 172. Атомна електростанція Зіон розташована лише за кілька миль на схід від кінцевої точки заходу на посадку до національного аеропорту Вокіган.

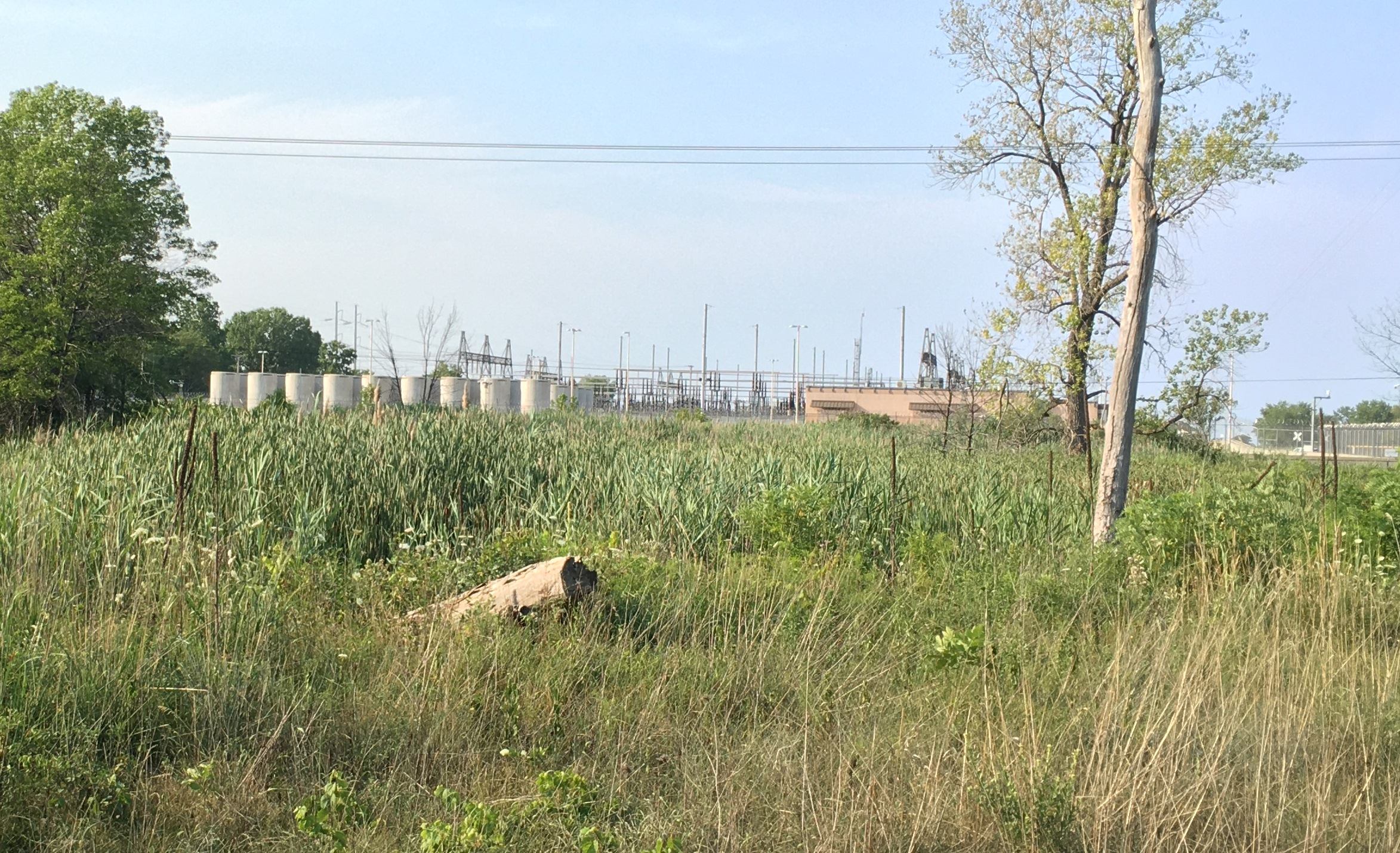
Все, що залишилося… Контейнери для зберігання відпрацьованого палива

Атомна електростанція Зіон була третьою атомною електростанцією з двома реакторами в мережі Едісона (ComEd) і обслуговувала Чикаго та північний квартал Іллінойсу. Станція була побудована в 1973 році, а перший енергоблок почав виробляти електроенергію в грудні 1973 року. Другий блок запрацював у вересні 1974 року. Ця електростанція розташована на 104 гектарах берегової лінії озера Мічиган, у місті Сіон, округ Лейк, штат Іллінойс. Це приблизно 40 миль прямої лінії на північ від Чикаго, штат Іллінойс, і 42 милі (68 км) на південь від Мілвокі, штат Вісконсін.
Атомна електростанція Зіон була виведена з експлуатації 13 лютого 1998 року. Станція не працювала з 21 лютого 1997 року після того, як оператор диспетчерської вставив керуючі стрижні занадто далеко під час зупинки реактора 1, а потім вийняв керуючі стрижні, не дотримуючись процедур або не отримавши дозволу нагляду. Реактор 2 на момент інциденту вже був зупинений для дозаправки. ComEd дійшов висновку, що станція не може виробляти електроенергію за конкурентоспроможною ціною, оскільки замовлення парогенераторів, які не окупляться, коштуватиме 435 мільйонів доларів до закінчення терміну дії ліцензії на експлуатацію станції в 2013 році.
До 9 березня 1998 року все ядерне паливо було остаточно вилучено з корпусу реактора та розміщено у басейні відпрацьованого ядерного палива на території заводу. Планувалося залишити об'єкт на довгостроковому безпечному зберіганні (SAFSTOR) до закінчення терміну дії ліцензії на експлуатацію блоку 2 14 листопада 2013 року. Після цієї дати мали розпочатися дезактивація та демонтаж. Орієнтовною датою закриття було 31 грудня 2026 року.
23 серпня 2010 року було оголошено, що Комісія з ядерного регулювання схвалила передачу ліцензії Exelon (материнської компанії ComEd) компанії EnergySolutions із Солт-Лейк-Сіті. Компанія розпочала 10-річний процес виведення об'єкта з експлуатації та зрештою вивезе частини заводу на свою власність у штаті Юта. У процесі виведення з експлуатації відпрацьоване ядерне паливо було перенесено з басейну відпрацьованого ядерного палива в сухі контейнери та розміщено у новозбудованому автономному сховищі відпрацьованого ядерного палива (ISFSI). Процедури передачі були завершені в січні 2015 року. Очікується, що загальна вартість виведення з експлуатації сягне приблизно 1 мільярда доларів. Після завершення цього Exelon відновить відповідальність за сайт, включаючи ISFSI.
У статті Chicago Sun-Times від 7 січня 2017 року повідомлялося, що закриття атомної станції сильно та негативно вплинуло на економіку міста Зіон
|                      | Блок 1                        | Блок 2                        |
| -------------------- | ----------------------------- | ----------------------------- |
| Робочий стан         | Зачинено назавжди             | Зачинено назавжди             |
| Тип реактора         | Водно-водяний ядерний реактор | Водно-водяний ядерний реактор |
| Виробник реактора    | Westinghouse                  | Westinghouse                  |
| Генеруюча потужність | 1040 мегават                  | 1040 мегават                  |
| Операційна дата      | Червень 1973 року             | Грудень 1973 року             |
| Дата закриття        | Січень 1998 року              | Січень 1998 року              |

## Інциденти
- 28 лютого 1983 року на другий енергоблок АЕС Зіон проникла людина без перепустки разом із співробітником, який мав перепустку. В результаті керівництво станції звільнило обох працівників, а також охоронця, який це допустив. Після інциденту станцію було оштрафовано Комісією з контролю за атомною енергетикою США на 10 тисяч доларів.
- У лютому 1997 року оператори ненавмисно зупинили роботу першого енергоблоку і відразу спробували вийти на потужність, тим самим порушивши встановлений регламент. Це стало приводом для зупинки АЕС Зіон.
- 14 лютого 2013 року на вже закритій АЕС Зіон спалахнула пожежа. Витоку радіації не виявлено[8].

## Інформація про енергоблоки
| Енергоблок | Тип реакторів        | Потужність | Потужність | Початок будівництва | Фізпуск    | Підключення до мережі | Введення в експлуатацію | Закриття   |
| Енергоблок | Тип реакторів        | Чистий     | Брутто     | Початок будівництва | Фізпуск    | Підключення до мережі | Введення в експлуатацію | Закриття   |
| ---------- | -------------------- | ---------- | ---------- | ------------------- | ---------- | --------------------- | ----------------------- | ---------- |
| Зіон-1     | PWR, W (4-контурний) | 1040 МВт   | 1085 МВт   | 01.12.1968          | 19.06.1973 | 28.06.1973            | 31.12.1973              | 13.02.1998 |
| Зіон-2     | PWR, W (4-контурний) | 1040 МВт   | 1085 МВт   | 01.12.1968          | 24.12.1973 | 26.12.1973            | 17.09.1974              | 13.02.1998 |